# Südafrikanischer Riesenkrake
Der Südafrikanische Riesenkrake (Enteroctopus magnificus) ist ein großer Kopffüßer aus der Gattung der Riesenkraken. Er lebt im Atlantischen und Indischen Ozean. Die Art wurde im Jahr 1992 das erste Mal beschrieben.

## Merkmale

### Anatomie
Enteroctopus magnificus ist eine große muskulöse Art mit einer Gesamtlänge von 1,60 Meter. Der Mantel erreicht eine Länge von 36 Zentimetern. Er erreicht ein Gewicht von bis zu 11 Kilogramm.
Die Tentakeln erreichen die 3,5–5-fache Länge des Mantels, wobei die Arme bei dieser Art ungefähr gleich lang sind. Die Fähigkeit bei Gefahr einzelne Arme an einer vorgegebenen Sollbruchstelle abwerfen zu können (Armautotomie), ist bei dieser Art nicht vorhanden. Die Velarhaut zwischen den Tentakeln erreicht an ihren ausgedehntesten Stellen ungefähr 20 % der Tentakellänge. Am weitesten reicht sie zwischen den Seitenarmen und ist zwischen den dorsal und ventral liegenden Armen am geringsten ausgebildet. Enteroctopus magnificus besitzt an jedem Arm bis zu 300 Saugnäpfe die jeweils in zwei Reihen angeordnet sind. Die Näpfe sind groß, aber auffällig vergrößerte Saugnäpfe fehlen hier. Bei männlichen Exemplaren bildet der dritte rechte Arm den Hectocotylus. Er besitzt ungefähr 80–95 % der Länge des gegenüberliegenden Armes und 92 bis 126 Saugnäpfe. Die seitlichen Gliedmaßen sind auffällig kürzer als die medialen Gliedmaßen. Die Speiseröhre fällt lediglich durch eine Schwellung auf. Ein ausgebildeter Kropf ist nicht vorhanden. Enteroctopus magnificus besitzt einen Tintenbeutel. Anale Klappen sind vorhanden, aber verhältnismäßig winzig. Die Kiemen besitzen 12 bis 15 Lamellen pro Demibranch. Das Trichterorgan hat ein W-förmiges Aussehen. Die Radula besteht aus neun Elementen, sieben Zahnreihen und Randplatten.
Die Ligula ist bei dieser Art sehr lang und spitz und weist ungefähr 14 bis 22 % der hektokotylisierten Armlänge auf. Der Calamus ist mit 5 bis 19 % der Ligula-Länge verhältnismäßig klein. Hektokotylierter Arm mit 92 bis 126 Saugnäpfen.

### Aussehen
Die Rückenfläche der südafrikanischen Riesenkrake variiert von einem gelblichen Ockerton zu einer melierten Cremefarbe und Brauntönen. Manche Exemplare weisen auch einen gleichmäßigen schokoladenbraunen Farbton auf, der ventral hin blasser wird. Die Längsfalten besitzen, im Gegensatz zu den anderen Hautfalten, häufig einen weißen Farbton.
Enteroctopus magnificus besitzt keine Ocelli, die auch als Falsche Augenflecken bezeichnet werden.
Die Haut besitzt eine weiche lockere Struktur, durch die sich große Längsfalten und kleinere Warzen, sogenannte Papillen, ziehen. Ein seitlicher Hautkamm ist nicht vorhanden.
Wie alle Echten Kraken kann Enteroctopus magnificus sein Aussehen der Umgebung anpassen. Diese Tarnung beruht auf einer Kombination aus verschiedenen Chromatophoren und einer Veränderung der Hauttextur.

## Lebensraum, Lebensweise
Enteroctopus magnificus lebt im Südatlantik und im Indischen Ozean. Er kommt vor den Küsten Afrikas von Lüderitz, Namibia bis Port Elizabeth in Südafrika vor und ist in Tiefen zwischen 2 und 560 Metern unter den Meeresspiegel nachgewiesen.
Für diese Art sind nur begrenzte biologische Informationen verfügbar.
Bisher wurde die südafrikanische Riesenkrake in weichen Sedimentlebensräumen gesichtet. Er scheint ein Generalist zu sein, der Krabben (einschließlich Einsiedlerkrebse), Hummer, Amphipoden, verschiedene Garnelenarten, Schnecken, Polychaeten, Fische (einschließlich Schleimaale) und andere Tintenfische frisst.

## Fortpflanzung
Die Spermatophoren sind mit 870 Millimeter sehr lang und besitzen die 1,6–2,8-fache Länge des Mantels. Bei einem Begattungsvorgang werden aber lediglich 8 Spermatophoren an das Weibchen abgegeben. Die Eier sind hingegen mit bis zu 8 Millimetern verhältnismäßig klein.
Die Weibchen legen bis zu 20.000 Eier. Es wird vermutet, dass die Jungtiere planktonisch aufwachsen.